# 존엄의 혁명

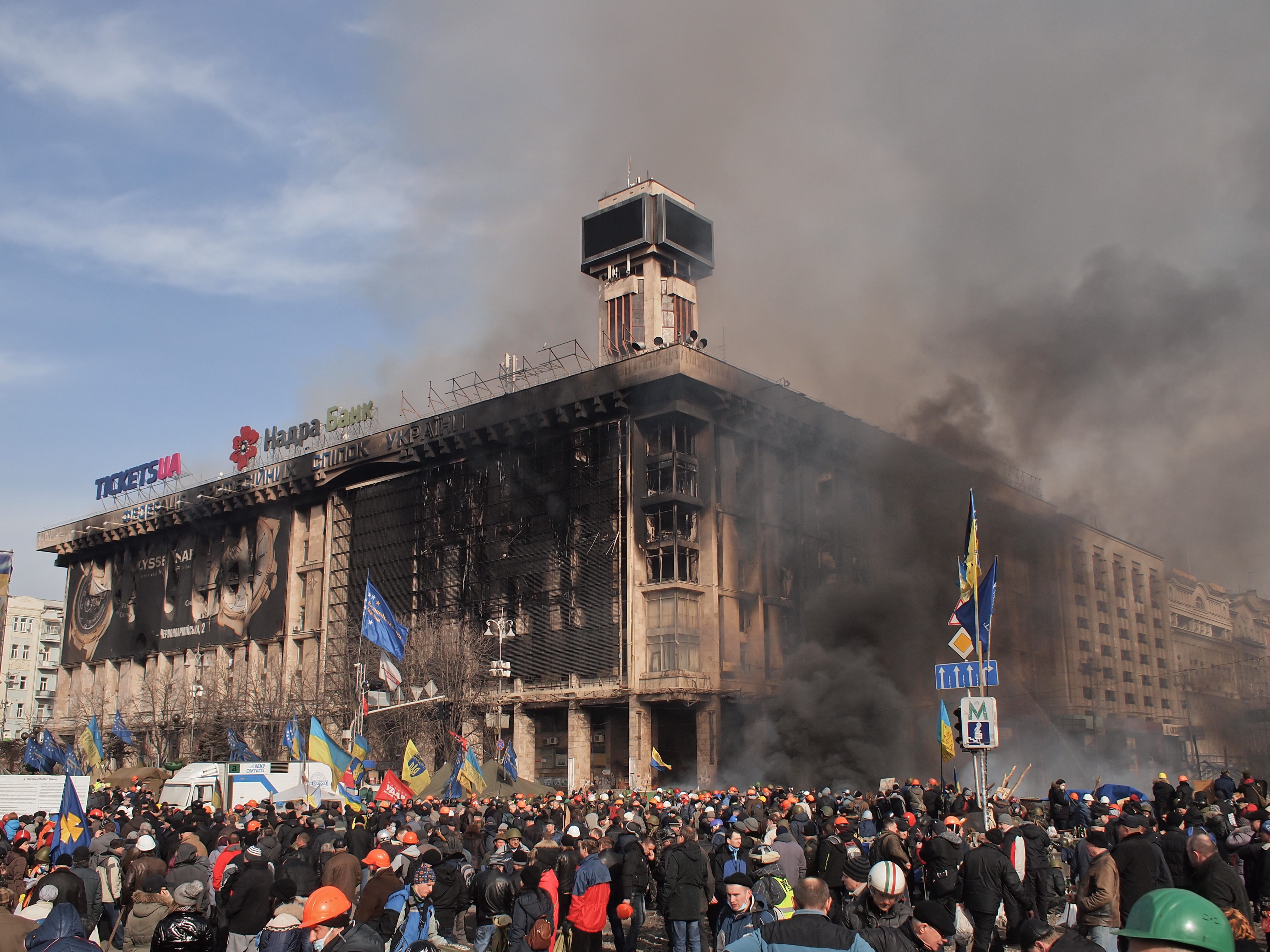
2014년 2월 19일, 타고 남아버린 무역 연합 빌딩의 잔해.

존엄의 혁명(우크라이나어: Революція гідності 레볼류치야 히드노스티[*]) 혹은 2014년 우크라이나 혁명은 2014년 2월 18일 키이우에 2만명의 시민이 우크라이나 헌법을 2004년의 헌법으로 되돌릴 것을 요구하면서 촉발된 유로마이단(우크라이나어: Протистояння в Україні з 18 лютого 2014) 시위에서 시작되었다. 이날 75명이 죽고 1100명이 부상했다. 이후 전국적인 봉기로 확대되었으며 세계 각국은 우크라이나 정부의 폭력 진압을 규탄했다. 다음날 정부와 야권, 시위대는 휴전에 합의하였다. 시위대가 키이우 시내를 장악한 뒤 이후 빅토르 야누코비치 대통령은 피난길에 올랐으며 야권이 주도권을 잡은 우크라이나 최고 의회가 빅토르 야누코비치 대통령을 탄핵했다. 이에 대한 지지는 국가별로 엇갈렸다. 최고 의회는 5월 25일에 조기 대선을 실시한다고 밝혔다.
우크라이나는 친유럽 성향의 서부와 친러시아 성향의 동부로 나뉘어 서로 합법 정부를 칭하는 이중권력 상태에 놓였다. 그러나 빅토르 야누코비치가 소속된 일부 우크라이나 지역당과 무소속 의원 그리고 동부 출신 주민 조차 야누코비치의 잠적을 비판했다. 야누코비치가 잠적함에 따라 동부에서도 서부가 차지한 정부를 따르기는 했으나, 러시아인이 절대다수를 차지한 크림반도에서는 차라리 러시아로 돌아가겠다는 움직임이 일어나 혼란에 빠졌다. 크림반도에서는 시민들이 행정 관청에 걸린 국기를 러시아의 국기로 바꿔다는 일까지 일어났다.
한편 2월 27일 야누코비치는 러시아로 피신하여 자신이 합법적인 대통령이라는 입장을 보였다. 2월 28일, 야누코비치는 러시아에 은신하고 있는 것으로 밝혀졌으며 러시아 정부는 크림반도에 2000여명의 군을 파병하였다.(크림 위기) 우크라이나 정부는 이를 침공으로 규정하며 즉각 철수를 요구하였다.